# Мочеллини, Ренато
Ренато Мочеллини (итал. Renato Mocellini, 2 апреля 1929, Фортецца, Трентино — Альто-Адидже — 9 ноября 1985) — итальянский бобслеист, разгоняющий, выступавший за сборную Италии в середине 1950-х — начале 1960-х годов. Серебряный призёр зимних Олимпийских игр 1956 года в Кортина-д’Ампеццо, чемпион мира.

## Биография
Ренато Мочеллини родился 2 апреля 1929 года в коммуне Фортецца, регион Трентино — Альто-Адидже. Заниматься спортом начал с самого детства, позже увлёкся бобслеем, прошёл отбор в национальную сборную Италии. Выступая в четвёрке с перспективным пилотом Эудженио Монти, добился неплохих результатов, благодаря чему удостоился права защищать честь страны на Олимпийских играх 1956 года в Кортина-д’Ампеццо. В составе четырёхместного экипажа, куда также вошли разгоняющие Ренцо Альвера и Ульрико Джирарди, завоевал серебряную медаль, уступив первое место швейцарской сборной.
После окончания Олимпиады продолжил соревноваться на самом высоком уровне, в 1958 году на чемпионате мира в немецком Гармиш-Партенкирхене пополнил медальную коллекцию бронзовой наградой, а на мировом первенстве 1963 года в австрийском Игльсе финишировал в четвёрках на первой позиции и получил золотую медаль. Конкуренция в сборной сильно возросла, пробиться на Олимпийские игры 1964 года в Инсбрук уже не удалось, поэтому вскоре Ренато Мочеллини принял решение завершить карьеру профессионального спортсмена, уступив место молодым итальянским разгоняющим. Умер 9 ноября 1985 года в возрасте 56 лет.